# دورنیه لیبل
دورنیه لیبل (به انگلیسی: Dornier_Libelle) یک هواگرد از نوع قایق پرنده ساخت شرکت دورنیه فلوکتسایک‌ورک در آلمان است. هواگرد دورنیه لیبل نخستین پروازش را در ۱۶ اوت ۱۹۲۱ میلادی انجام داد. در مجموع، تعداد ۱۰ فروند از این هواگرد ساخته شده‌است.
طراح این هواگرد، کلاود دورنیر مهندس آلمانی بود.